# L'Homme au chapeau rond
Pour plus de détails, voir Fiche technique et Distribution.
L'Homme au chapeau rond est un film français de Pierre Billon, sorti en 1946. Le scénario est adapté du roman L'Éternel Mari de Fédor Dostoïevski.
C'est le dernier rôle interprété par Raimu, qui meurt, des suites d'une opération chirurgicale, quelques semaines après la sortie du film. Il est entouré de plusieurs comédiens de la Comédie-Française où il est alors sous contrat : Aimé Clariond, Louis Seigner, Gisèle Casadesus, Micheline Boudet et Thérèse Marney.

## Synopsis
Michel, un quinquagénaire atteint d'une maladie de cœur, est épié en permanence par un vieil homme taciturne, vêtu d'une redingote et coiffé d'un chapeau rond de crêpe noir, qui le suit comme son ombre. Un jour, celui-ci l'accoste et se fait connaître, c'est Nicolas, un ancien magistrat qu'il a connu autrefois et dont la femme, Nathalie, est morte de tuberculose. Michel a été l'amant de cette dernière, et Nicolas le soupçonne d'être le père de leur fillette, Lisa, avec laquelle il vit actuellement dans un taudis, criblé de dettes et noyant son chagrin dans l'alcool.

## Fiche technique
Source : BiFi.fr, sauf mention contraire
- Titre : L'Homme au chapeau rond
- Réalisation : Pierre Billon, assisté de Jacques de Casembroot
- Scénario et dialogues : Charles Spaak et Pierre Brive, d’après le roman L'Éternel Mari de Fédor Dostoïevski
- Photographie : Nicolas Toporkoff
- Montage : Germaine Artus
- Musique : Maurice Thiriet
- Son : Jacques Carrère et Jacques Lebreton
- Décors : Georges Wakhevitch
- Société de production : Les Films Vog
- Pays de production :  France
- Format : noir et blanc[2] — 35 mm — 1,37:1 — son mono
- Genre : Film dramatique[2]
- Durée : 95 minutes[2]
- Date de sortie :
  - France : 19 juin 1946
- Affiches : Boris Grinsson, Bernard Lancy (France)

## Distribution
Sources : BiFi.fr et Allociné
- Raimu : Nicolas Pavlovitch
- Aimé Clariond : Michel
- Lucy Valnor : Lisa
- Gisèle Casadesus : Marie
- Louis Seigner : le juge
- Jane Marken : la femme du juge
- Micheline Boudet : Agathe
- France Delahalle : Mathilde
- Maud Lamy : Élisabeth
- Adrienne Alain : Anna
- Gisèle Alcée : Lucy
- Colette Georges : Adélaïde
- Charles Lemontier : le médecin
- Héléna Manson : la mère du hussard
- Thérèse Marney : Clotilde
- Arlette Merry : la voisine
- Made Siamé : la gouvernante
- Janine Villard : Lily
- Jean-Pierre Mocky : le garçon d'honneur (non crédité)

## Analyse
- Olivier Barrot et Raymond Chirat[3] analysent l'ultime rôle interprété par Raimu :

« L'Homme au chapeau rond, cocu féroce conçu par Dostoïevski, qui connait son infortune, persécute l'amant, laisse mourir l'enfant dont il a légalement la garde mais qui n'est pas le sien, encaisse des avanies, rate l'assassinat de son rival et s'éloigne - éternel mari - solitaire à jamais. (Image ultime et poignante de Raimu quittant l'écran pour toujours.) »